# Koochiching megye
Koochiching megye az Amerikai Egyesült Államokban, azon belül Minnesota államban található. Megyeszékhelye és legnagyobb városa International Falls. Lakosainak száma 12 062 fő (2020. április 1.). Koochiching megye Saint Louis, Itasca, Lake of the Woods és Beltrami megyékkel határos.

## Népesség
A megye népességének változása:

| 2010 | 13 311 |
| 2020 | 12 062 |